# Keratoisis grandiflora
Keratoisis grandiflora is een zachte koraalsoort uit de familie Isididae. De koraalsoort komt uit het geslacht Keratoisis. Keratoisis grandiflora werd in 1878 voor het eerst wetenschappelijk beschreven door Studer. 